# Allez Ola Olé

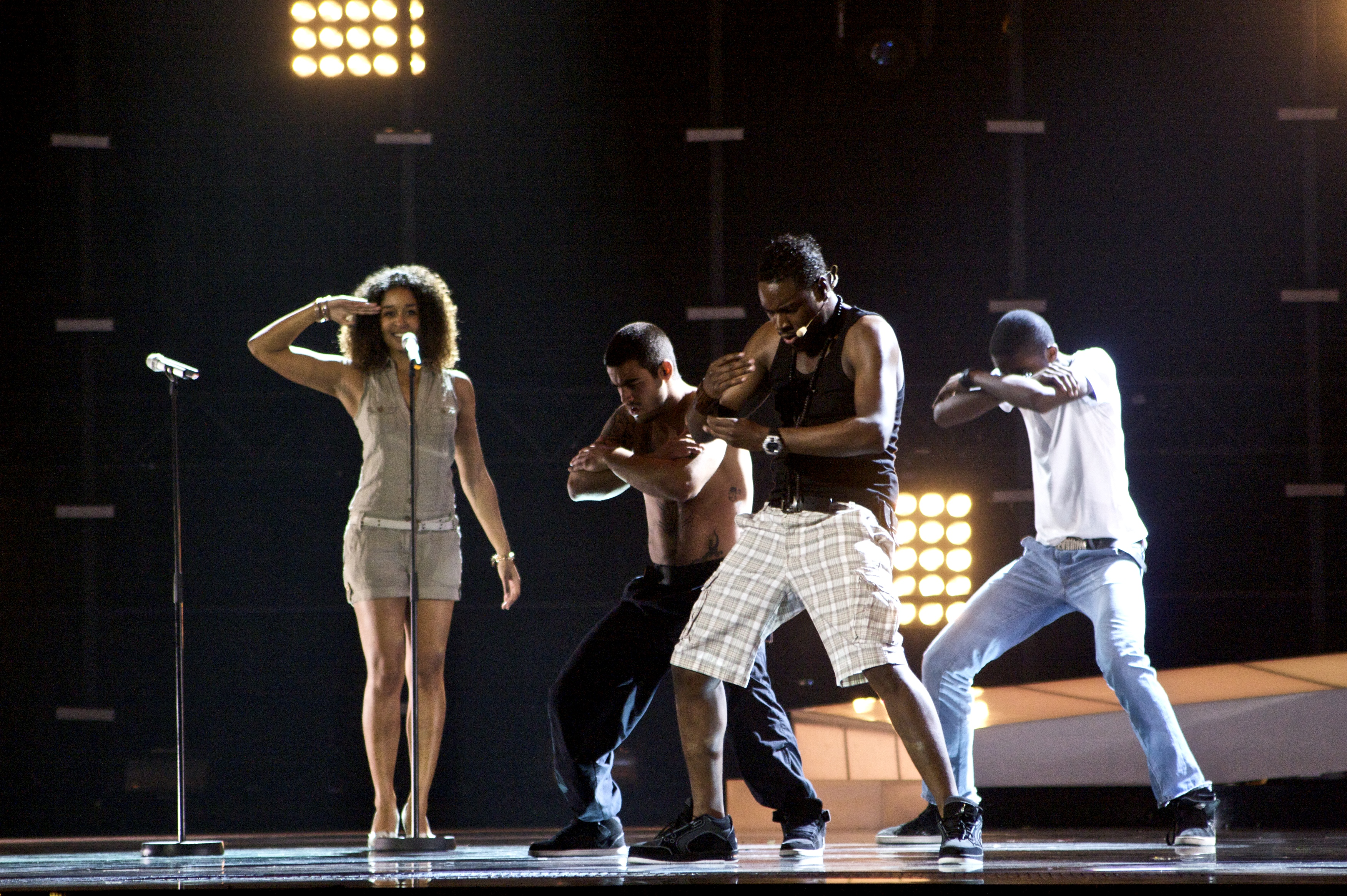
Cantante franco-congoleño Jessy Matador interprete de: "Allez Ola Olé"

«Allez Ola Olé» es una canción francesa interpretada por el cantante franco-congoleño Jessy Matador que representó a Francia en Eurovisión 2010. La canción fue elegida para este fin por la Televisión Francesa (France Télévisions), como el Hit del Verano 2010 y también para promocionar el Mundial de Fútbol 2010.
La elección de la canción fue anunciada el 24 de febrero y se la lanzó como sencillo el 10 de mayo.

## Listado de pistas
- Descarga Digital

1. "Radio Edit" – 2:52
2. "Radio Edit Electro" – 3:14

- CD Alemán

1. "Radio Edit" – 2:52
2. "Radio Edit Electro" – 3:14
3. "Video Clip" – 3:24

- CD Francés Promocional

1. "Kework & Cocozza Remix" – 4:24
2. "Afro Mix" – 4:01
3. "Techno Mix" – 3:47
4. "Radio Edit" – 2:52
5. "Radio Edit Electro" – 3:14

## Posición en listas
| Lista (2010)                                    | Posición |
| ----------------------------------------------- | -------- |
| Austria (Ö3 Austria Top 40)                     | 65       |
| Bélgica(Ultratop Flandes)                       | 4        |
| Bélgica (Ultratop Wallonia)                     | 13       |
| Europa (European Hot 100 Singles)               | 6        |
| Finlandia (Mitä hittiä)                         | 7        |
| Francia (SNEP)                                  | 1        |
| Alemania (Media Control Charts)                 | 17       |
| Irlanda(IRMA)                                   | 39       |
| Noruega (VG-lista)                              | 5        |
| Suecia (Sverigetopplistan)                      | 34       |
| Suiza (Media Control Charts)                    | 59       |
| Reino Unido (The Official Charts Company)       | 81       |
| Estados Unidos Hot Dance Club Songs (Billboard) | 88       |

### Sucesión en listas
| Anterior: «Baby» de Justin Bieber «Gettin' Over You» de David Guetta | French Singles Chart — Sencillo Nro 1 6 de junio de 2010 — 13 de junio de 2010 27 de junio de 2010 — 11 de julio de 2010 | Siguiente: «Gettin' Over You» de David Guetta «Debout Pour Danser» de Collectif Métissé |